# Tarail
Tarail är ett underdistrikt i Bangladesh. Det ligger i den centrala delen av landet, 110 km nordost om huvudstaden Dhaka.
Trakten runt Tarail består till största delen av jordbruksmark. Runt Tarail är det mycket tätbefolkat, med 1 361 invånare per kvadratkilometer.